# Lüderitz (bij Stendal)
Lüderitz is een plaats en voormalige gemeente in de Duitse deelstaat Saksen-Anhalt, en maakt deel uit van de gemeente Tangerhütte in  de Landkreis Stendal.
Lüderitz ligt aan een riviertje met de naam Tanger.
Tot de gemeente behoren ook de dorpjes  Stegelitz en Groß Schwarzlosen.
De gemeente ligt aan de Autobahn A 14, die er, tot 2026, doodloopt op de Bundesstraße 189.

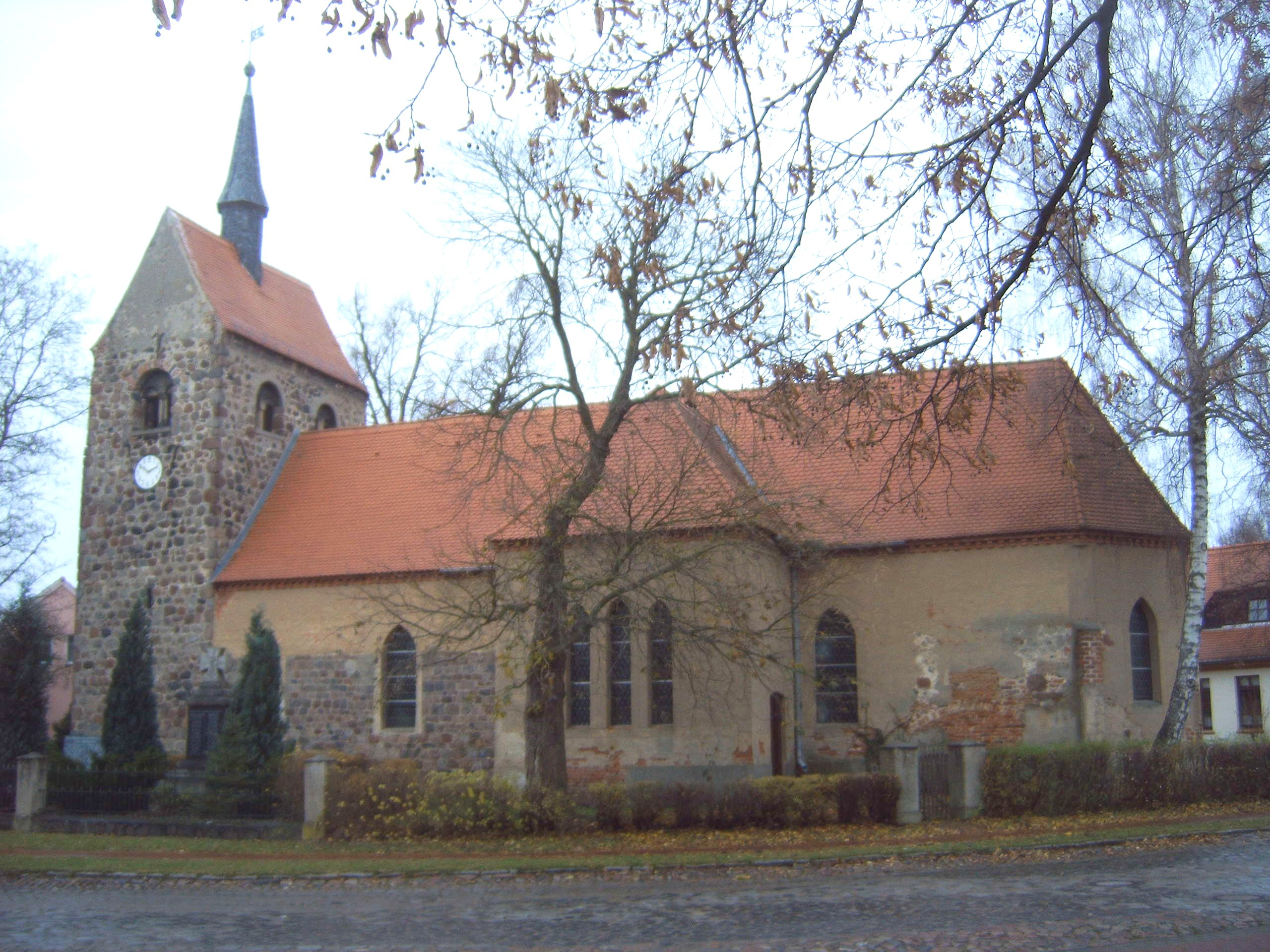
Dorpskerk te Lüderitz
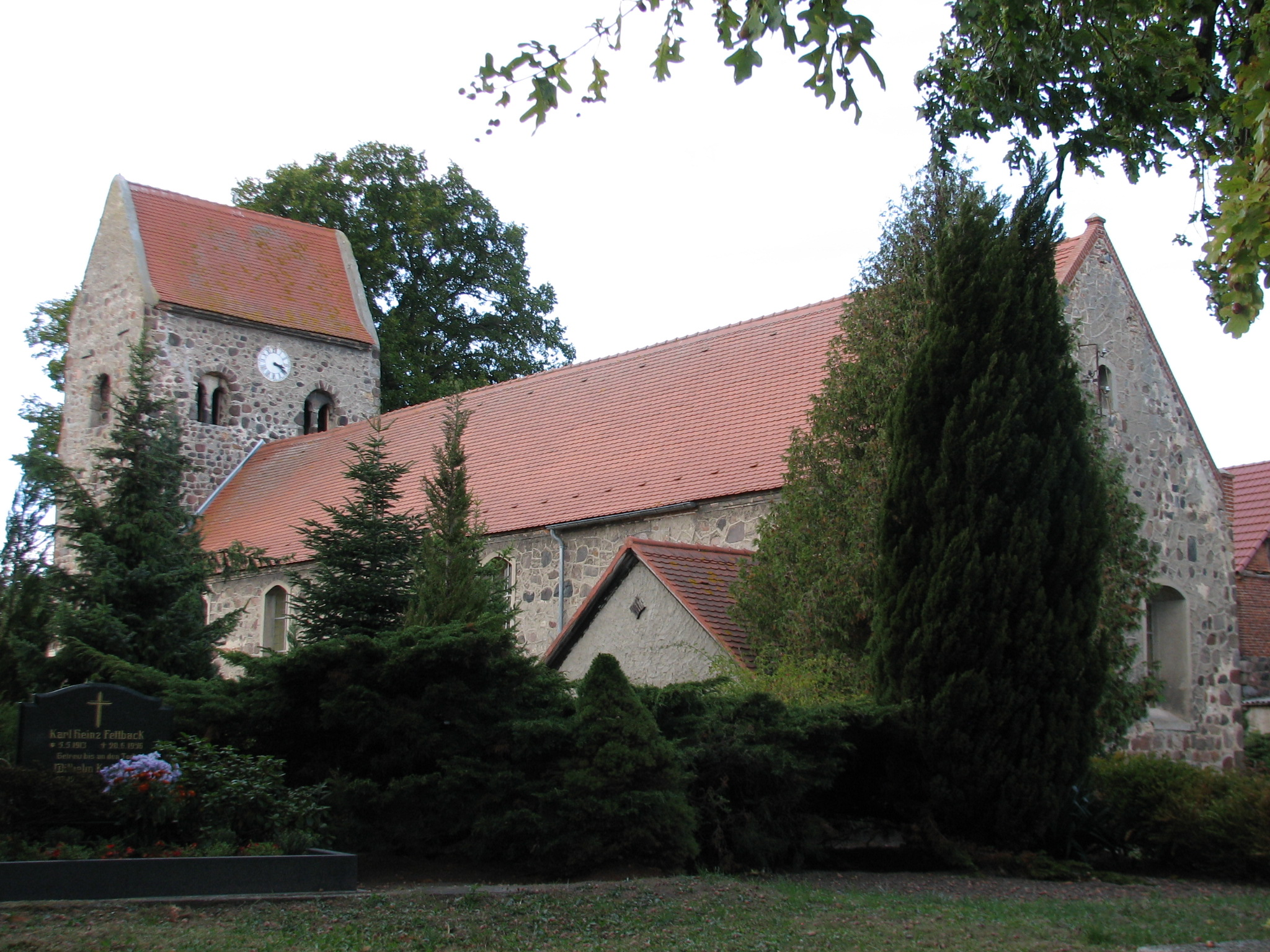
Dorpskerk  Groß Schwarzlosen

Het dorp draagt een van origine Slavische naam, die door taalgeleerden verklaard wordt als: aan een voor schepen bevaarbare rivier.
In het dorp heeft het stamslot van het adellijke geslacht  Von Lüderitz gestaan. Adolf Lüderitz, de ondernemer, die omstreeks 1880 in Duits-Zuidwest-Afrika actief was, behoorde tot een zijlinie van deze familie. 
De gemeente onderhoudt sinds 2018 een jumelage met de stad Lüderitz (Namibië).